# Ostoja Międzychodzko-Sierakowska
Ostoja Międzychodzko-Sierakowska este o arie protejată (sit de importanță comunitară — SCI) din Polonia întinsă pe o suprafață de 7.591,08 ha, integral pe uscat.

## Localizare
Centrul sitului Ostoja Międzychodzko-Sierakowska este situat la coordonatele 52°36′09″N 16°01′12″E / 52.6025°N 16.0201°E.

## Înființare
Situl Ostoja Międzychodzko-Sierakowska a fost declarat sit de importanță comunitară în octombrie 2009 pentru a proteja 4 specii de animale.

## Biodiversitate
Situată în ecoregiunea continentală, aria protejată conține 7 habitate naturale: Lacuri eutrofice naturale cu vegetație de tip Magnopotamion sau Hydrocharition, Fânețe de joasă altitudine (Alopecurus pratensis, Sanguisorba officinalis), Mlaștini turboase de tranziție și turbării mișcătoare, Păduri de fag Luzulo-Fagetum, Păduri de fag Asperulo-Fagetum, Păduri acidofile de stejar bătrân cu Quercus robur pe câmpii nisipoase, Păduri mixte riverane de Quercus robur, Ulmus laevis și Ulmus minor, Fraxinus excelsior sau Fraxinus angustifolia, de-a lungul marilor râuri (Ulmenion minoris).
La baza desemnării sitului se află mai multe specii protejate:
- amfibieni (2): buhai de baltă cu burta roșie (Bombina bombina), triton cu creastă (Triturus cristatus)
- mamifere (2): castor (Castor fiber), liliac comun (Myotis myotis)